# Паес, Леандер
Леа́ндер Адриан Па́ес (бенг. লিয়েন্ডার পেজ; род. 17 июня 1973 года в Калькутте, Индия) — индийский профессиональный теннисист; бывшая первая ракетка мира в парном разряде; обладатель «карьерного» Большого шлема в мужском и смешанном парных разрядах. Лауреат высшей спортивной награды Индии Раджив Ганди Кхел Ратна за 1996-97 годы и премий Падма Шри за 2001 и Падма Бхушан за 2014 год. В 2024 году включён в списки Международного зала теннисной славы.
Единственный теннисист и одновременно единственный представитель Индии в истории, принимавший участие в семи летних Олимпийских играх (1992—2016).

## Общая информация
Отец Леандра — Вече — играл в хоккей на траве и был заявлен за сборную Индии на Олимпийских играх 1972 года, но на поле не выходил. Мать Паеса — Дженнифер Даттон — правнучка известного бенгальского поэта Майкла Модхушудона Дотто; занималась баскетболом и была капитаном сборной Индии по этому виду спорта.
3 апреля 2006 года у Паеса родилась дочь Аияна.

## Спортивная карьера

### Начало карьеры (бронза на Олимпиаде)
Паес показал свой уровень притязаний ещё на юниорском уровне, когда в начале 1990-х смог трижды побывать в финалах турниров Большого шлема и на какой-то момент возглавить юниорский рейтинг. В январе 1990 года на юниорском Открытом чемпионате Австралии он вышел в финал, но проиграл в нём немецкому юниору Дирку Диру. На юниорских Уимблдонском турнире и Открытом чемпионате США Паес уже смог стать победителем, переиграв в решающих матчах Маркоса Ондруску и Карима Алами.
Параллельно с выступлениями в юниорском теннисе индиец начал и свою взрослую карьеру. В марте 1990 года он дебютировал за сборную Индии в отборочных раундах Кубка Дэвиса. В апреле 1991 года Паес получил специальное приглашение в основу крупного турнира ATП-тура в Сингапуре, где Леандру удалось выиграть свой дебютный матч на подобном уровне, обыграв в матче первого круга тогдашнюю 53-ю ракетку мира австралийца Уолли Мазура. В июне того же года состоялся дебют индийца в квалификации взрослого турнира Большого шлема — на Уимблдоне.
Уже в 1992 году, после считанных турниров во взрослом туре, Леандер дебютировал на Олимпийских играх, которые проводились в тот год в Барселоне. В одиночном разряде он проиграл уже на старте, а в парном в дуэте с Рамешем Кришнаном достиг четвертьфинала. Индийская пара во втором круге выбила одного из предстартовых фаворитов турнира — австралийскую пару Вудбридж / Фицджеральд. В 1992 году он также выиграл первые титулы на турнирах младшей серии «челленджер», как в одиночном, так и в парном разрядах.
В 1993 году Паес дебютировал в основной сетке турнира серии Большого шлема в парном разряде, сыграв на Уимблдонском турнире. Леандер оказался в центре внимания осенью 1993 года, когда в паре с канадцем Себастьеном Ларо добрался до полуфинала Открытого чемпионата США, обыграв по дороге сильную пару Нейссен / Сук. После этого события Паес впервые вошёл в топ-100 парной классификации.
В 1994 году Леандеру удалось преодолеть квалификацию и впервые попасть в основу и в одиночном разряде — на своём десятом турнире Большого шлема — Открытом чемпионате США. В первом матче основной сетки, он уступил в трёх сетах Бернду Карбахеру — тогдашней 43-й ракетке мира. В сентябре он сыграл в четвертьфинале турнира АТП в Куала-Лумпуре.
В январе 1995 года в паре с Кевином Ульеттом Паес смог выйти в четвертьфинал Открытого чемпионата Австралии. В августе он сыграл дебютный парный финал в Туре, сделав это на турнире в Нью-Хейвене в дуэте с Николасом Перейрой. С сентября 1995 года стала постоянно наигрываться пара с Махешем Бхупати, с которым в дальнейшем Паес приобрел известность в мире тенниса и достиг значимых результатов. В октябре Леандер единственный раз в сезоне вышел в четвертьфинал в одиночках в рамках АТП-тура — на турнире в Пекине.
В 1996 году главные достижения Паеса пришлись на одиночный выступления. Летом на травяных турнирах в Хертогенбосе и Ньюпорте он дошёл до 1/4 и 1/2 финала соответственно. Полуфинал в Ньюпорте стал первым на турнирах АТП в одиночках. На пути к нему он переиграл 29-ю ракетку мира Байрона Блэка из Зимбабве. На Олимпиаде, которая проходила в Атланте Паес смог стать призёром, завоевав бронзовую медаль, попутно переиграв в том числе Ричи Ренеберга и Томаса Энквиста.
В январе 1997 года Паес смог выйти в полуфинал турнира в Шанхае. В 1997 году состоялся прорыв в выступлениях в парном разряде. В апреле индийская пара Бхупати и Паес впервые победила на турнире АТП, выиграв главный приз соревнований в Ченнае. Через три недели они выиграли турнир на грунте в Праге. В июле Паес в одиночном разряде сумел выйти в полуфинал турнира в Ньюпорте. В августе совместно с Бхупати он сумел выиграть престижный турнир серии Супер 9 в Монреале и турнир в Нью-Хейвене. На Открытом чемпионате США индийский дуэт смог доиграть до полуфинала и этот результат позволил Паесу войти в топ-20 парного рейтинга. Так же на кортах Нью-Йорка в том году Леандер сделал лучший результат на Больших шлемах в одиночном разряде, пройдя в третий раунд. Осенью Бхупати и Паес выиграли ещё два титула в Туре (в Пекине и Сингапуре), доведя свой список побед в основном туре в сезоне до шести. Это позволило индийскому дуэту впервые сыграть Итоговом турнире, в котором они доиграли до финала.

### 1998—2002 (титулы Большого шлема и № 1 в парном теннисе)
В январе 1998 года Бхупати и Паес вышли в полуфинал Открытого чемпионата Австралии, на котором Леандер выступил уже в качестве игрока топ-10 парного рейтинга. К апрелю Бхупати и Паес выиграли три турнира в основном туре на азиатских соревнованиях (в Дохе, Дубае и Ченнае). На последнем из них Леандер также сумел пройти в полуфинал в одиночном разряде. В мае с Бхупати он стал чемпионом турнира серии Супер 9 в Риме, а на главном грунтовом турнире Открытом чемпионате Франции они прошли в полуфинал. В июле Паес выиграл свой единственный турнир АТП в одиночном разряде, став победителем в Ньюпорте. В августе Леандер достиг своего пика одиночной карьеры. Обыграв на турнире золотой серии в Нью-Хэйвене тогдашнюю вторую ракетку мира Пита Сампраса (6-3, 6-4), он вышел в полуфинал турнира и поднялся на 73-ю строчку в одиночной классификации. На Открытом чемпионате США Бхупати и Паес в третий раз в сезоне остановились в шаге от финала Большого шлема, вновь дойдя до полуфинала. Осенью они сыграли в четырёх финалах и два из них выиграли (в Шанхае и турнире серии Супер 9 Париже), доведя счёт до шести побед в сезоне. Паес смог финишировать на 4-м месте в парном рейтинге, а в одиночках единственный раз в карьере завершил сезон игроком топ-100.
В 1999 году Паес достигает пика результатов, за сезон он сыграл в пяти финалах Большого шлема (4 в паре и 1 в миксте). В январе на Открытом чемпионате Австралии в дуэте с Бхупати он сыграл в финале Открытого чемпионата Австралии, где индийская пара уступила в сложном пятисетовом матче Йонасу Бьоркману и Патрику Рафтеру — 3-6, 6-4, 4-6, 7-6(10), 4-6. В апреле Махеш и Леандер в третий раз подряд выиграли турнир на родине в Ченнаи. Первый титул Большого шлема они выиграли на грунтовых кортах Ролан Гаррос, став первым индийским дуэтом, который победил на Большом шлеме в парном разряде. На Уимблдон Паес приехал в качестве первого номера в мировом парном рейтинге после выхода в финал с Яном Симеринком на турнире в Хертогенбосе (он был отменен из-за погоды). На Уиблдоне Леандер выступил триумфально. В мужских парах он взял титул с Бхупати, одолев в финале Джареда Палмера и Паула Хархёйса. В миксте Паес также стал победителем, разделив свой успех с американкой Лизой Реймонд.
В июле 1999 года Паес отметился победой в паре с Уэйном Артурсом на турнире в Ньюпорте, где к тому же смог выйти в четвертьфинал и в одиночном разряде. На Открытом чемпионате США Бхупати и Паес остановились в шаге от третей подряд победы на Большом шлеме, проиграв в решающем матче дуэту Себастьен Ларо и Алекс О'Брайен. В ноябре они вновь сыграли против друг друга в финале Итогового чемпионата и опять победу праздновали Ларо и О’Брайен. За сезон Бхупати и Паес смогли выйти во все финала Большого шлема и дважды победить. Леандер по итогам сезона возглавил парный рейтинг. В одиночном разряде в конце года он выиграл два турнира серии «челленджер» в Индии.
В 2000 году результаты Паеса не впечатляли и он сильно упал в парном рейтинге. На крупных турнирах он покидал корт уже на ранних стадиях и некоторые был вынужден пропустить. В марте он выиграл свой последний трофей в одиночном теннисе, взяв «челленджер» в Мумбаи. В мае в паре с Яном Симеринком выиграл турнир АТП, победив в Орландо. Во второй половине сезона он вновь воссоединился в команду с Бхупати и они сыграли на Олимпийских играх в Сиднее, где проиграли во втором раунде. В октябре Бхупати и Паес добились победы на турнире в Токио. Несмотря на низкий рейтинг, в конце сезоне индийский дуэт сыграл на Итоговом чемпионате, где третий раз в карьере достиг финала, где вновь они проиграли.
Старт сезона 2001 года Бхупати и Паес провели плохо, но они смогли раскачаться к грунтовой весенней части. В конце апреля — начале мая они победили на двух турнирах в США (в Атланте и Хьюстоне). Успеха они добились и на главном грунтом турнире — Открытом чемпионате Франции, обыграв в финале пару из Чехии Павел Визнер и Петр Пала со счётом 7-6(5), 6-3. В августе они смогли выиграть на харде турнир серии Мастерс в Цинциннати. На Открытом чемпионате США того сезона Паес смог выйти в финал в миксте совместно с Лизой Реймонд, но их команда проиграла австралийцам Тодду Вудбриджу и Ренне Стаббс.
2002 год Бхупати и Паес начали с победы на турнире в Ченнаи. Следующий турнир они выиграли уже в начале мая на Мальорке. На крупных турнирах Паес выступал без особых успехов, перестав на регулярной основе играть в паре с Бхупати. На Ролан Гаррос, где в прошлом году он стал победителем, Леандер сыграл в паре с чехом Томашом Цибулецом и смог дойти с ним до полуфинала.

### 2003—2007 (титулы в миксте с Навратиловой и титул в США в мужских парах)

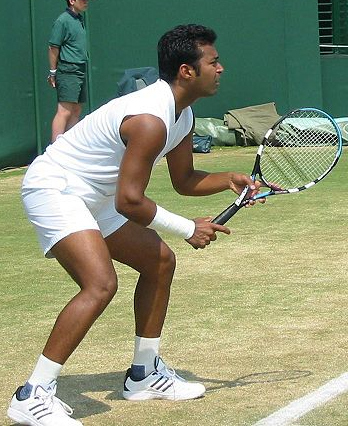
Паес на Уимблдонском турнире 2007 года

В 2003 году Паес сотрудничал с Бхупати только в рамках выступлений за сборную в Кубке Дэвиса. На Открытом чемпионате Австралии в сотрудничестве с Давидом Риклом. Там же в Мельбурне индийский теннисист смог добиться успеха в миксте, взяв титул Большого шлема Австралии в сотрудничестве со знаменитой теннисисткой Мартиной Навратиловой. После выступления в Австралии Паес и Рикл смогли выиграть турнир в Дубае. Затем Леандер уже в партнёрстве с Ненадом Зимоничем победил в Делрей-Бич. На Открытом чемпионате Франции в альянсе с Риклом он остановился в шаге от решающего матча, остановившись в полуфинале. На Уимблдоне их пара достигла такого же результата. На кортах Уимблдона Паес выиграл второй в сезоне Большой шлем в миксте, вновь разделив успех с Мартиной Навратиловой. В июле он выиграл небольшой турнира в Гштаде (с Риклом), а в августе досрочно завершил сезон из-за проблем со здоровьем.
На Открытом чемпионате Австралии 2004 года Паес и Навратилова остановились в шаге от повторения прошлогоднего успеха в миксте, проиграв в финале Елене Бовиной и Ненаду Зимоничу. Первый титул в сезоне Паес выиграл в июне на траве в Халле совместно с Риклом. Далее их сотрудничество принесло победу в июле на грунте в Гштаде. Летом Паес возобновил на время ради Олимпиады сотрудничество с Бхупати и уже на первом совместном турнире они стали чемпионами, взяв главный парный приз на Мастерсе в Торонто. На Олимпийских играх в Афинах индийская пара оказалась в одном шаге от наград, после трёх побед подряд они проиграли полуфинальный матч и игру за третье место. В матче за бронзу они в драматичной борьбе уступили хорватам Марио Анчичу и Ивану Любичичу — 6-7(5) 6-4 14-16. На Открытом чемпионате США Паес и Рикл смогли дойти до финального матча, где их переиграли Даниэль Нестор и Марк Ноулз. Осенью Леандер выиграл один турнир в Делрей-Бич в альянсе с Радеком Штепанеком.
В 2005 году Паес на постоянной основе сотрудничал с Ненадом Зимноичем. Первой совместной победы на турнирах основного тура они достигли на Мастерсе в Монте-Карло. Затем они взяли ещё один парный трофей на турнире в Барселоне. На Ролан Гаррос они доиграли до четвертьфинала, где Паес смог ещё выйти в финал в миксте в сотрудничестве с Навратиловой. На Уимблдоне Зимонич и Паес, как и во Франции доиграли до четвертьфинала. Осенью индийский теннисист взял третий в сезоне титул, завоевав его в паре с Полом Хенли на турнире в Бангкоке. В концовке сезона Паес уже шестой раз в карьере сыграл на Итоговом турнире и четвертый раз добрался до финального матча, но опять в нём проиграл, на этот раз в паре с Зимоничем.
В 2006 году основным партнёром по выступлениям Паеса стал чех Мартин Дамм. Уже на Открытом чемпионате Австралии они сумели выйти в финал, в котором проиграли братьям Бобу и Майку Брайанам. В дальнейшем сотрудничество Дамма и Паеса не приносили успехов вплоть до июня, когда они взяли первый совместный титул на турнире в Хертогенбосе. На Уимблдоне они доиграли до полуфинала. В итоге сотрудничество Дамма и Паеса принесло успех на Открытом чемпионате США, когда они смогли взять титул Большого шлема, обыграв в финале Йонаса Бьоркмана и Максима Мирного — 6-7(5), 6-4, 6-3.
В феврале 2007 года Дамм и Паес выиграли турнир в Роттердаме. В марте они победили уже на турнире серии Мастерс в Индиан-Уэллсе, а затем сыграли в финале Мастерса в Майами. На Уимблдоне Дамм и Паес добрались до четвертьфинала. На Открытом чемпионате США Леандер смог выйти в финал в миксте в связке с Меган Шонесси. В конце сезона Паес в паре с Даммом сыграл на Итоговом турнире и добрался до полуфинала.

### 2008—2011 (два Больших шлема в мужской паре и три в миксте)

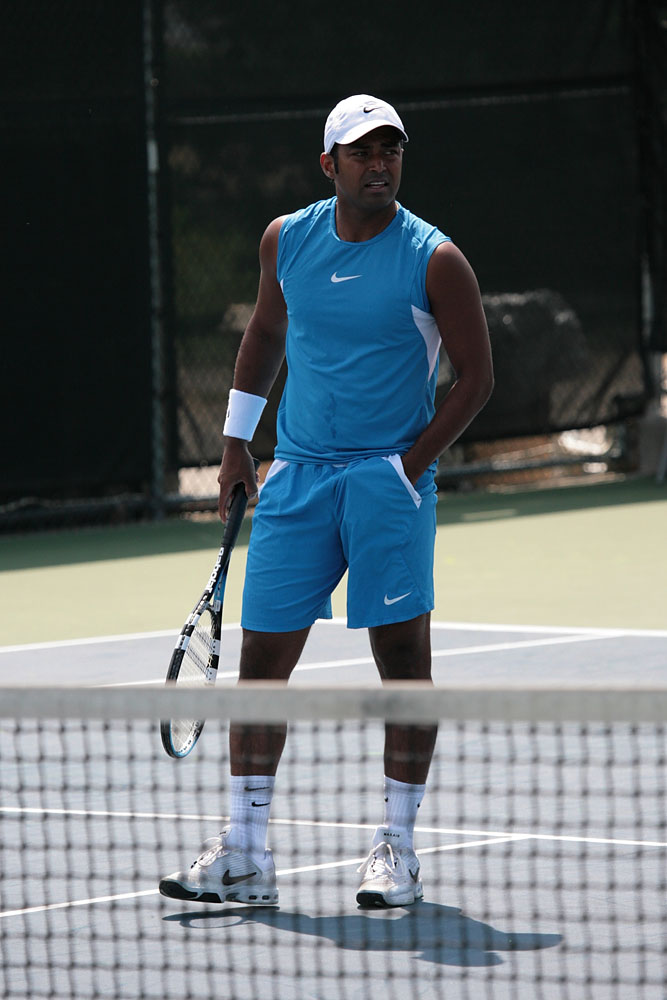
Паес на Мастерсе Цинциннати 2008 года

Сезон 2008 года Паес начал в партнёрстве с Полом Хенли, но не снискав каких-то достижений их пара распалась к маю. Следующим постоянным партнёром Леандера по выступлениям в туре стал чех Лукаш Длоуги. С ним индиец добрался до полуфинала Уимблдона и были близки к выходу в решающий матч. Летом Бхупати и Паес сыграли на очередной Олимпиаде, которая проводилась в Пекине. Их результатом стал выход в четвертьфинал. На Открытом чемпионате США Паес уже с Длоуги сумел дойти до финала, в котором они проиграли братьям Брайанам — 6-7(5) 6-7(10). Зато в миксте Паес смог взять главный приз, разделив его с Карой Блэк. Результат в США позволил Паесу вернуть себе место в топ-10 парного рейтинга. В сентябре он выиграл единственный в сезоне титул в мужских парах, взяв его на турнире в Бангкоке совместно с Длоуги.
На Открытом чемпионате Австралии 2009 года Длоуги Паес добрались до полуфинала. На Открытом чемпионате Франции они уже смогли победить всех и выиграть престижный титул Большого шлема. На пути к чемпионству их дуэт обыграл № 1 посева Ненада Зимонича и Даниэля Нестора (в 1/2), а в финале переиграли Уэсли Муди и Дика Нормана. Это третья победа Паеса на кортах Ролан Гаррос. Ещё один Большой шлем Длоуги и Паес выиграли в сентябре на Открытом чемпионате США. Как и во Франции в полуфинале они обыграли № 1 посева — на этот раз братьев Брайанов, а в финале нанесли поражение бывшему партнёру Леандера Махежу Бхупати и Марку Ноулзу. Дважды в сезоне Паес доходил до финала Большого шлема в миксте (на Уимблдоне и в США), но оба раза в дуэте с Карой Блэк проигрывал в них.
В 2010 году Кара Блэк и Леандер Паес смогли выиграть микст Открытого чемпионата Австралии. Там же в мужских парах Леандер с чехом Длоуги дошёл до четвертьфинала. В марте Длоуги и Паес смогли выиграть Мастерс в Майами. На Открытом чемпионате Франции их дуэт вышел на защиту прошлогоднего титула и остановился в шаге от его защиты, уступив в финале Зимоничу и Нестору со счётом 5-7, 2-6. На Уимблдонском турнире Паес выиграл второй в сезоне титул в миксте, вновь в команде с Карой Блэк. В октябре Паес стал победителем второго Мастерса в сезоне, выиграв трофей в Шанхае в альянсе с Юргеном Мельцером.
В 2011 году состоялось воссоединение индийской пары Бхупати и Паес. Стартовали в Туре они весьма успешно. Первый турнир в Ченнаи они выиграли и отправились покорять Открытый чемпионат Австралии, где до победы им не хватило одного матча. В финале они проиграли братьям Брайанам 3-6, 4-6. В марте Бхупати и Паес стали победителями Мастерса в Майами, а следующий титул они взяли уже в августе на Мастерсе в Цинциннати. На Открытом чемпионате США индийская пара вышла в четвертьфинал. На Итоговом турнире они смогли добраться до полуфинала. По окончании сезона Бхупати и Паес заканчивают сотрудничество, выступая со следующего сезона с разными партнёрами.

### 2012—2015 («карьерный Большой шлем» в мужских парах)

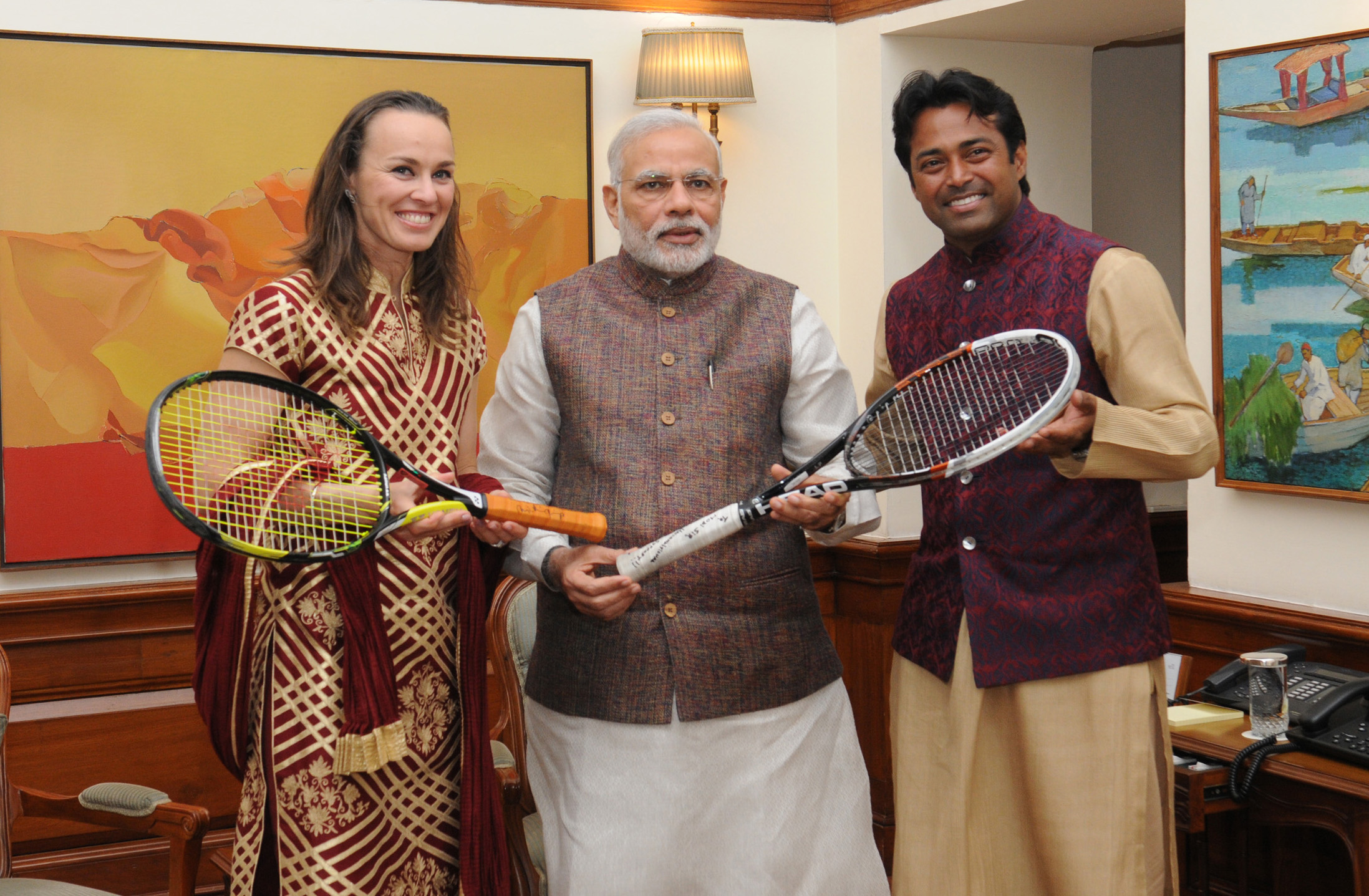
Паес (справа), Мартина Хингис (слева) с премьер-министром Индии Нарендрой Моди

На старте сезона 2012 года Паес в шестой раз в карьере выиграл турнир на родине в Ченнаи — на этот раз сыграв в паре с Янко Типсаревичем. На Открытый чемпионат Австралии он уже приехал выступать в команде с чехом Радеком Штепанеком. Австралии оставалась последним из списка турниров Большого шлема, который ещё не покорился Леандеру в мужском парном разряде. В 2012 году он наконец-то смог выиграть и здесь и собрал, так называемый парный «карьерный Большой шлем» (минимум один титул на каждом турнире Большого шлема). В финале Паес и Штепанек победили лидеров парного рейтинга на тот момент братьев Брайанов со счётом 7-6(1), 6-2. В миксте индиец выступал в том сезоне в паре с Еленой Весниной и в Австралии смог дойти с ней до финала. Следующий главный приз в парном разряде Паес и Штепанек выиграли в марте на Мастерсе в Майами, вновь обыграв братьев Брайанов (в полуфинале), а также Максима Мирного и Даниэля Нестора в решающем матче.
На Уимблдоне 2012 года в миксте Веснина и Паес второй раз в сезоне вышли в совместный финал, но вновь проиграли. На Олимпийских играх в Лондоне Паес сыграл в паре с Вишну Вардханом, но не смог пройти дальше второго раунда. В миксте с Саней Мирза он остановился в четвертьфинале. Открытый чемпионат США Паес и Штепанек провели хорошо, дойдя до финала, но взять главный приз им не удалось. На их пути оказались братья Брайаны, которым Леандер и Радек проиграли со счётом 3-6, 4-6. Осенью Паес и Штепанек стали победителями Мастерса в Шанхае в финале переиграв соотечественников Леандера Рохана Бопанну и Махеша Бхупати. Следующий раз они сыграли с друг другом в полуфинале Итогового турнира и на этот раз сильнее оказались Бопанна и Бхупати. Титул в Шанхае стал 50-м в карьере индийского теннисиста. Паес в итоговой классификации 2012 года занял 3-е место парного рейтинга.
Первая половина 2013 года для Паеса не задалась. Первым заметным результатом стал выход в полуфинал Уимблдонского турнира в июле в паре со Штепанеком. В августе с Нестором он выиграл первый турнир в сезоне — на соревнованиях в Уинстон-Сейлеме. На Открытый чемпионат США Паес отправился играть уже в команде со Штепанеком и им удалось взять там второй совместный титул Большого шлема за последние два года. В полуфинале Паес и Штепанек обыграли первых номеров посева Боба и Майка Брайанов (3-6, 6-3, 6-4), а в финале оказались сильнее второй сеяной пары Александра Пейи и Бруно Соареса (6-1, 6-3).
С 2014 года результаты 40-летнего Паеса пошли на спад. На Открытом чемпионате Австралии он со Штепанеком дошёл до четвертьфинала. На Уимблдоне они смогли добраться до полуфинала. Осеню совместно с поляком Марцином Матковским он стал победителем турнира в Куала-Лумпуре.
В январе 2015 Паес смог выиграть парные соревнования турнира в Окленде в альянсе с Равеном Класеном. Леандер, благодаря этой победе, собрал уникальное достижение: с 1997 года на протяжении 18 сезонов он каждый год выигрывал хотя бы один турнир Мирового тура. Основные успехи Паеса в том сезоне пришлись на выступления в миксте, где он начал играть с известной теннисисткой Мартиной Хингис. Они смогли выиграть за сезон три из четырёх турниров Большого шлема, оступившись только во Франции.

### 2016—2020 («карьерный Большой шлем» в миксте)

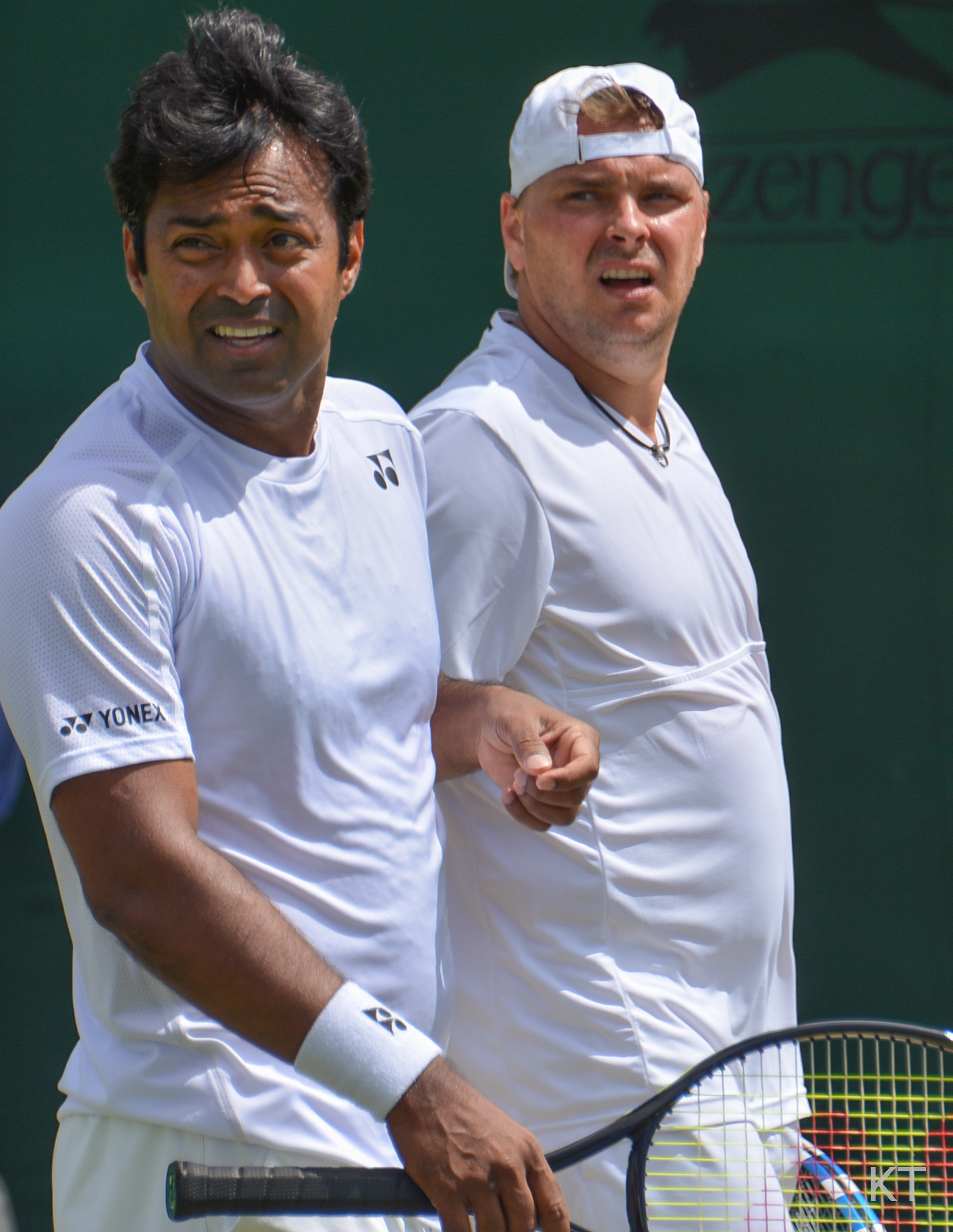
Паес (слева) с Матковским на Уимблдонском турнире 2016 года

2016 год стал первым в карьере Паеса, в котором он не смог выиграть ни одного турнира в мужском парном разряде в рамках Мирового тура АТП. В рейтинге он покинул топ-50. Главным достижением в сезоне для Леандера стала победа в команде с Мартиной Хингис на Ролан Гаррос в миксте. Таким образом, он смог собрать уникальное достижение, став обладателем «карьерного Большого шлема» не только в мужских парах, но и в миксте. Также на Открытом чемпионате Франции Паес совместно с Матковским достиг четвертьфинала в мужском парном разряде.
На седьмой для себя Олимпиаде, которая проходила в Рио-де-Жанейро, Паес выступил в паре с Роханом Бопанной, но их дуэт проиграл уже на старте. Дважды в сезоне Паес достигал в туре финалов в альянсе с Андре Бегеманом (в августе в Уинстон-Сейлеме и в сентябре в Санкт-Петербурге).
За весь 2017 год Паес не сыграл ни одного финала в Мировом туре, зато на младшей серии «челленджер» смог выиграть пять титулов с разными партнёрами.
На Открытом чемпионате Австралии 2018 года Паес впервые за три года сумел пройти дальше первого круга на этом турнире Большого шлема в парном разряде. Вместе с Пуравом Раджой Леандер обыграл во втором раунде сильную пару Джейми Маррей и Бруно Соарес в трёх сетах, но в третьем раунде индийская пара была разгромлена колумбийцами Хуаном Себастьяном Кабалем и Робертом Фарой (1-6 2-6).

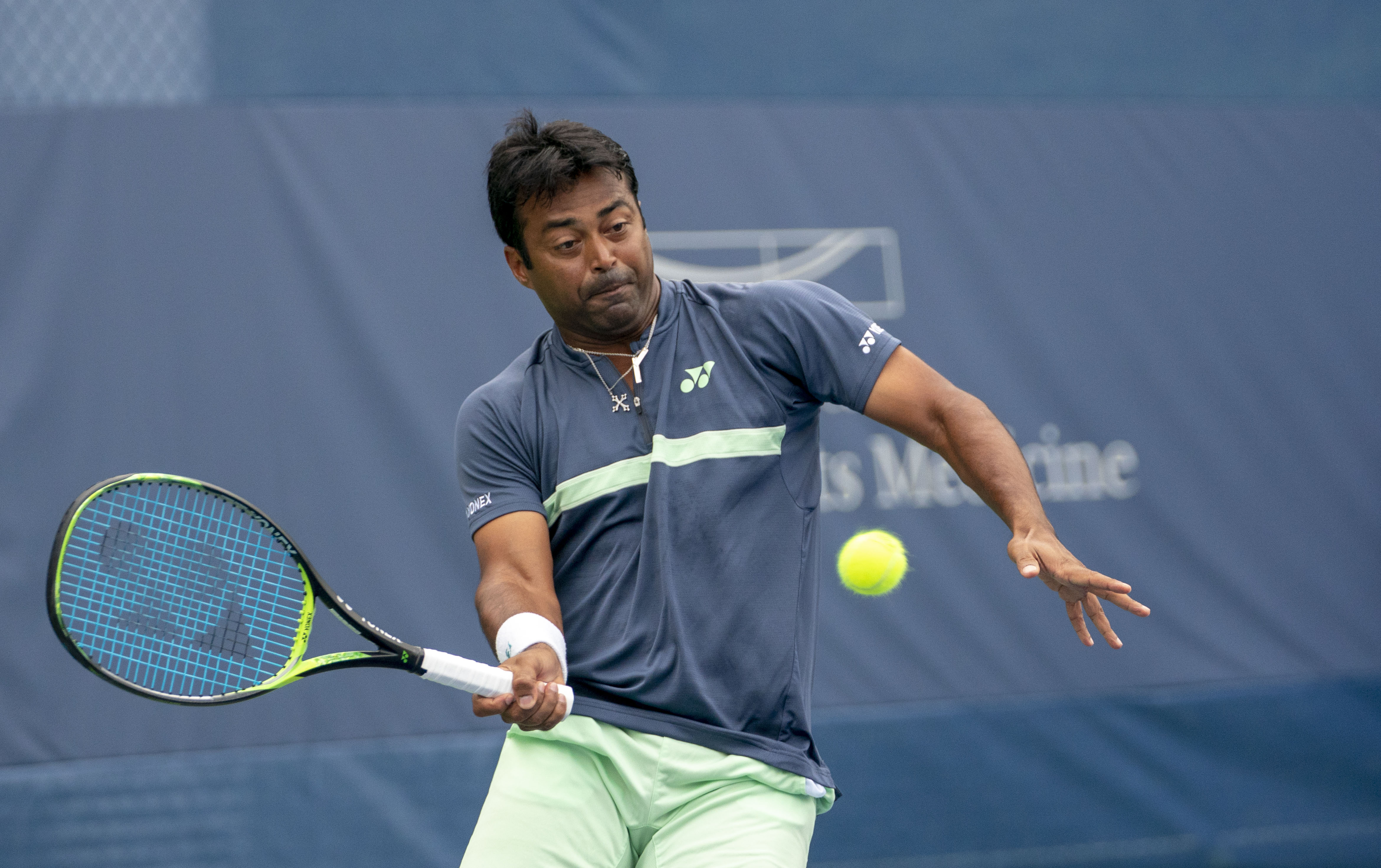
Паес летом 2018 года

В начале марта 2018 года он смог сыграть в финале турнира ATP 500 в Дубае (впервые за 4 года Паес дошёл до финала турнира этой категории), пройдя туда совместно с американцем Джеймсом Серретани. В августе их пара сыграла ещё один совместный финал на турнире в Уинстон-Сейлеме (98-й и последний финал турнира ATP в парном разряде в карьере Паеса). Оба финала были проиграны паре Жан-Жюльен Ройер / Хория Текэу. При этом впервые с 2000 года Паес не выступил в парном разряде на Уимблдонском турнире. Также он пропустил и Открытый чемпионат Франции. В октябре в Доминиканской Республике Паес выиграл челленджер в паре с мексиканцем Мигелем Анхелем Рейесом-Варелой (26-я победа на челленджере в парном разряде).
В феврале 2019 года дошёл до полуфинала турнира ATP 250 в Монпелье вместе с Бенуа Пером, где проиграл Ивану Додигу и Эдуару Роже-Васслену. В апреле вместе с Пером дошёл до полуфинала турнира ATP 250 в Марракеше, уступив Юргену Мельцеру и Франко Шкугору — 6-1 3-6 [5-10]. В мае вновь с Пером дошёл до полуфинала грунтового турнира ATP 250 в Лионе. На Открытом чемпионате Франции Паес и Пер проиграли во втором круге колумбийцам Хуану Себастьяну Кабалю и Роберту Фаре (0-6 6-4 3-6). На Уимблдоне Паес и Пер уже в первом круге в упорной борьбе уступили Александру Бублику и Михаилу Кукушкину из Казахстана — 6-4 7-6(7-1) 3-6 6-7(4-7) 7-9.
После Уимблдона Паес был близок к своему первому в году финалу турнира ATP, но в паре с новозеладнцем Маркусом Дэниеллом уступил в Ньюпорте Марселю Гранольерсу и Сергею Стаховскому — 6-3 6-7(8-10) [9-11].
В феврале 2020 года Паес в паре с Мэттью Эбденом дошёл до финала челленджера в индийском Бангалоре (44-й финал челленджера в карьере Леандера за 28 лет). Поражение стало для Паеса стало седьмым в последних восьми финалах челленджеров. В начале марта вместе с Роханом Бопанной выиграл в Загребе парный матч Кубка Дэвиса против хорватов Мате Павича и Франко Шкугора — 6-3 6-7(9-11) 7-5. Этот матч стал последним в карьере Паеса в мужском парном разряде.

### Карьера по видам соревнований
Одиночные выступления
На прочих турнирах Паес также не показывал особых результатов, весьма постепенно продвигаясь вверх по одиночной классификации: так подняться в число двухсот сильнейших теннисистов мира ему удалось накануне сезона-1993; а на попадание в топ-100 ушло ещё почти пять лет — лишь восьмого сентября 1997 года индиец впервые вошёл в первую сотню одиночного рейтинга, заняв 98-ю строчку. Отчасти подобное было вызвано тем, что большинство очков Паес набирал на турнирах серии «челленджер», а на соревнованиях основного тура крайне редко задерживался дольше 1-2 матчей. Однако на каком-то этапе результаты стали улучшаться.
В дальнейшем индиец ещё несколько раз играл в полуфиналах различных соревнований основного тура, но в финал пробился лишь единожды — в том же Ньюпорте в 1998 году и сходу смог победить. Вскоре после этого Леандер достиг своего пика одиночной карьеры — обыграв на турнире золотой серии в Нью-Хэйвене тогдашнюю вторую ракетку мира Пита Сампраса он поднялся на 73-ю строчку в одиночной классификации. Удержаться на подобном уровне долго не удалось — Леандер стал постепенно падать в рейтинге: сначала обосновавшись в середине второй сотни рейтинга, а после сезона-2000 покинув и её. Результаты снижались и в дальнейшем и вскоре Паес играет лишь домашние турниры и матчи Кубка Дэвиса, но в апреле 2008 года заканчивается и всё это и Леандер сосредотачивается на парных выступлениях.
Парные выступления
Известность в парном мире тенниса Паес приобрел, выступая в паре с соотечественником Махешом Бхупати. Они достигли пика результатов в 1999 году, когда играли в финале пяти крупнейших турниров года (выиграв два турнира Большого шлема) и возглавили рейтинг. В дальнейшем результаты постепенно снижаются. Из-за периодических трений индийцы делают паузы в сотрудничестве.
Во время этих пауз Леандер периодически сотрудничал с другими сильными парными игроками и также добивался успехов. Чаще всего в роли его напарников пребывают представители Чехии: с Мартином Даммом, Лукашем Длоуги и Радеком Штепанеком он побеждает на турнирах Большого шлема, с Давидом Риклом доходит до финала; некоторые успехи приносит и сотрудничество с Томашем Цибульцем.
Другим удачным союзом было сотрудничество в 2005 году с сербом Ненадом Зимоничем: пара выиграла несколько турниров и дошла до финала Итогового турнира (единственный случай, когда Паес играл в решающем матче этого турнира без Бхупати).
Выиграв в 2012 году Открытый чемпионат Австралии, Паес собрал т. н. «карьерный Большой шлем» в мужском парном разряде.
С 1999 года, начав сотрудничество с американкой Лизой Реймонд, стали улучшаться результаты индийца и в миксте: за короткий срок Леандер стал одним из сильнейших теннисистов в этом разряде: сотрудничая с Реймонд, Навратиловой, Шонесси, Блэк и Весниной. С Мартиной Хингис в 2015-16 годах он смог победить по разу на каждом турнире Большого шлема и также стал обладателем «карьерного Большого шлема» в миксте. Всего за карьеру он 18 раз доходил до финалов турниров Большого шлема и завоевал десять титулов.
Паес в Кубке Дэвиса

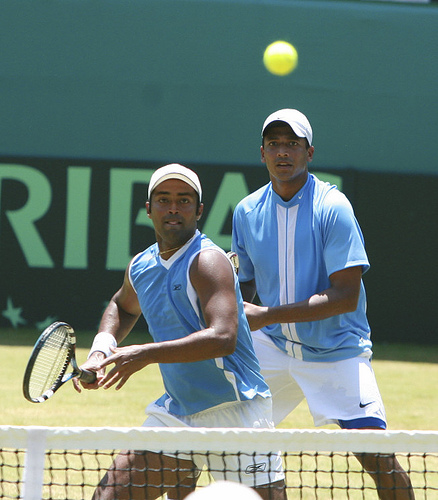
Паес (слева) и Махеш Бхупати

Леандер выступает за национальную команду непрерывно с 1990 года более 30 лет и сыграл за это время 128 матчей (из которых выиграл 93), что является рекордом сборной Индии за всю историю Кубка Дэвиса. Также Леандер лидирует по числу побед в паре (45 побед при 13 поражениях) и по количеству матчей команды, в которых он принял участие (58). В парном разряде Паес оставался непобедимым в Кубке Дэвиса в 2002—2011 годах, а в паре с Бхупати они одержали 24 победы подряд в 1997—2010 годах, что является рекордом для пар в Кубке Дэвиса.
Интересно, что Паес дебютировал в национальной сборной в 16-летнем возрасте в марте 1990 года в домашнем матче со сборной Японии и принёс вместе с Зишаном Али победное третье очко, обыграв в упорнейшем матче японскую пару Мацуока/Ота со счётом 4-6 6-3 6-4 4-6 18-16. Последний раз Паес играл в Кубке Дэвиса в марте 2020 года, когда в паре с Роханом Бопанной, сыграл против хорватов Мате Павича и Франко Шкугора и сумел выиграть свой матч, однако Индия в итоге проиграла то противостояние.
В 2004—2008 годах Леандер возглавлял национальную сборную в Кубке Дэвиса, параллельно являясь её действующим игроком.
Паес на Олимпиадах
Леандер 7 раз подряд (1992, 1996, 2000, 2004, 2008, 2012 и 2016) принимал участие в летних Олимпийских играх. Несмотря на то, что Паес является мастером парной игры, свою единственную медаль он сумел завоевать в одиночном разряде — в 1996 году на играх в Атланте в матче за третье место Паес обыграл бразильца Фернандо Мелигени и завоевал бронзу. Эта бронза стала первой олимпийской медалью в индивидуальном виде для Индии с 1952 года.
В 2000 году в Сиднее Паес был удостоен чести нести флаг Индии на церемонии открытия Олимпиады.
В 2008 году в Пекине пара Бхупати/Паес уступила в четвертьфинале будущим олимпийским чемпионам Федереру/Вавринке 2-6 4-6.
Прочие турниры
Индиец довольно регулярно играл за Индию и на разнообразных региональных турнирах, неоднократно представляя свою страну на Азиатских играх и играх Британского Содружества.
Трижды — в 1994, 2002 и 2006 годах — Паес выигрывал мужской парный турнир в рамках Азиатских игр (дважды — с Бхупати) и единожды — в 2006 году — смог победить в турнире смешанных пар (вместе с Саней Мирзой).

## Выступления на турнирах
- Экс-первая ракетка мира в парном разряде.
- 18-кратный победитель турниров Большого шлема в парном разряде и миксте (в том числе обладатель т. н. «карьерного Большого шлема» в мужском парном разряде и миксте).
- 4-кратный финалист итогового турнира ATP в парном разряде.
- Победитель 55 турниров ATP (54 — в парном разряде).
- Бронзовый призёр Олимпийских игр 1996 года в одиночном разряде.
- 4-кратный чемпион теннисных турниров в рамках Азиатских игр.
- Экс-первая ракетка мира в юниорском рейтинге.
- Победитель двух юниорских турниров Большого шлема в одиночном разряде (Уимблдон, Открытый чемпионат США-1990).
- Финалист одного юниорского турнира Большого шлема в одиночном разряде (Открытый чемпионат Австралии-1990).